# Willem Konjore
Willem Konjore (* 30. Juli 1945 in Kais, Südwestafrika; † 11. Juni 2021 in Windhoek) war ein namibischer Politiker der SWAPO.
Er war 1989 Mitglied der verfassunggebenden Versammlung Namibias und anschließend ab 1990 Mitglied der namibischen Nationalversammlung. In dieser war er fünf Jahre lang von 2000 bis 2005 Vizesprecher. Anschließend war Konjore bis 2008 im Kabinett Pohamba I Umweltminister. Diesem folgte bis 2010 der Ministerposten im Ministerium für Jugend, Nationaldienste und Sport.